# Jean Banneret
Jean Banneret est un érudit, professeur d'hébreu, né à Reims ou dans son diocèse à une date inconnue au XVIIe siècle et mort en 1673.

## Biographie
Peu de détails sont connus de sa vie. Dans une lettre datée du collège de Beauvais, le 1er octobre 1668, il a pris les titres de prêtre de Reims, docteur de Sorbonne, conseiller du roi, professeur ordinaire & interprète des lettres divines & hébraïques. Dans cette lettre écrite en latin adressée au chanoine prébendée J.-B. Driot de l'Église de Sens, il prend la défense de la thèse de Louis de Clèves présentée en Sorbonne le 4 novembre 1667. Cette thèse contenait deux propositions qui ont été attaquées par des docteurs et quelques prélats. Valérien de Flavigny, grand maître de ce bachelier, qui avait signé la thèse dut répondre de cette thèse dans une dispute. Une de ces propositions soutenait qu'on avait nié que la prêtrise devait nécessairement précéder l'épiscopat.
Un autre ouvrage indique qu'il est, dès 1638, bachelier en théologie de la Faculté de Paris. Cet ouvrage est un recueil de paranymphes de cinq licenciés de la même faculté, tous membre de l'ordre dominicain. Ce livre contient aussi un Éloge d'André Chevalier, proviseur du collège des Trésoriers et un long discours à la louange de l'ordre dominicain, des grands hommes qu'il a produit et de la doctrine de saint Thomas. Cet ouvrage a pour titre Triumphus, panegyrica oratione, fex encomiis, heroïcis epiniciis, pæanc lyrico expressus, solennibus paranymphi Praedicatorum feriis, in scolis D. Thomæ Aquinatis, celeberrimo virorum primariorum concursu ; Adjectœ tres odæ ; Hymni totidem, &c., dédié à M. de Mesmes. Les trois odes sont à la louange de sainte Geneviève, sur la réduction de La Rochelle à l'obéissance de Louis XIII, au même roi sur ses victoires.
Il a été professeur royal de langue hébraïque du Collège royal à partir de 1664, date à laquelle est publiée la harangue qu'il a prononcée à cette occasion. 
Nicolas Tavernier vante sa grande connaissance de la langue hébraïque dans son Panégyrique de Louis XIV, en 1668.